# 빌 더글라스
빌 더글라스(Bill Douglas, 본명:윌리엄 제럴드 더글러스/William Gerald Douglas, 1934년 4월 17일 ~ 1991년 6월 18일)는 스코틀랜드의 영화 감독이다.